# Рифеншталь, Лени
Ле́ни Ри́феншталь (нем. Leni Riefenstahl, полное имя Хеле́на Бе́рта Ама́лия Ри́феншталь, нем. Helene Berta Amalie Riefenstahl; 22 августа 1902, Берлин — 8 сентября 2003, Пёккинг) — немецкая кинорежиссёр и фотограф, а также актриса и танцовщица. Одна из самых популярных, но и одна из самых неоднозначных фигур в кинематографе XX века.
Взлёт её режиссёрской карьеры пришёлся на период господства национал-социализма в Германии. Фильмы Рифеншталь «Триумф воли» (1935) и «Олимпия» (1938) сформировали образ национал-социализма, создав ей репутацию активной пропагандистки Третьего рейха. После 1945 года не признавала своей моральной вины.

## Детство и юность: танцовщица
Берта Хелена Амалия Рифеншталь родилась 22 августа 1902 года в Веддинге, рабочем районе Берлина. Через два с половиной года родился её брат Хайнц (1906—1944). Отец Лени, Альфред Теодор Пауль Рифеншталь (1878—1944), со временем стал владельцем фирмы по монтажу систем отопления и вентиляции. Его родители были родом из Бранденбургской марки. Мать Лени Рифеншталь — Берта Ида, урождённая Шерлах (1880—1965), была родом из Влоцлавека, который тогда входил в Российскую империю. Её отец, Карл Людвиг Шерлах, работал плотником, позднее семья переехала в Берлин.
Детство и юность Лени провела без материальных проблем. Однако отец требовал от неё абсолютного повиновения и не терпел возражений. Дочь страдала от отцовской чёрствости и безуспешно пыталась добиться его расположения. Довольно быстро отец был вынужден констатировать, что Лени унаследовала от него упрямство и была готова решительно отстаивать свои интересы. При этом мать часто оказывалась между двух огней. В 1908 году Лени пошла в народную школу в Нойкёльне. Затем посещала Кольморгенский лицей, частную среднюю школу для девочек в Тиргартене. Родители занимались развитием у дочери художественных наклонностей. В течение пяти лет дважды в неделю по желанию отца она посещала частные уроки игры на пианино, но делала это неохотно. Лени больше тяготела к поэзии и живописи, но настоящую страсть испытывала к танцу. В двенадцать лет ей разрешили вступить в клуб спортивного плавания «Русалка», где она участвовала в соревнованиях и получала призы. Она также была членом гимнастического союза, училась кататься на роликах и коньках.
В 1918 году Рифеншталь окончила Кольморгенский лицей с аттестатом об окончании средней школы и при поддержке матери, но без разрешения отца, стала брать уроки в танцевальной школе Хелены Гримм-Райтер. После первого публичного выступления между отцом и дочерью произошла ссора. Чтобы избежать отправки в закрытый интернат, ей пришлось пойти на курсы рисования при Государственном художественном училище в Берлине. Летом 1919 года отец отправил её в интернат для девочек в Тале. Там она тайно занималась танцами, играла в театральных постановках и посещала представления местного театра. Весной 1920 года Рифеншталь вернулась в Берлин и устроилась секретаршей на отцовской фирме. Она училась машинописи, стенографии и бухгалтерскому учёту, добившись от отца разрешения в свободное время посещать уроки танцев.
С 1921 по 1923 год Рифеншталь обучалась классическому балету под руководством Евгении Эдуардовой, одной из бывших петербургских балерин, и дополнительно изучала хара́ктерный танец в школе Ютты Кламт. Летом 1923 года уехала в Дрезден брать уроки современного танца в школе Мэри Вигман. В августе 1923 года она покинула родительский дом и сняла небольшую квартиру на Фазаненштрассе, которую ей оплачивал отец. На отдыхе в Варнемюнде познакомилась с молодым австрийским банкиром Гарри Зокалем, который стал её любовником и антрепренёром. В своих мемуарах Рифеншталь подчёркивала платонический характер этих отношений. Осенью 1923 года она познакомилась с теннисистом Отто Фройцхаймом и влюбилась в него. Её первое сольное выступление, которое оплатил Зокаль, состоялось 23 октября 1923 года в небольшом зале Тонхалле в Мюнхене. Оценив одарённость начинающей танцовщицы, мюнхенские рецензенты писали, что ей ещё следовало бы основательно подучиться. Затем последовали одиночные представления в Зале Блютнера, в Камерном театре и Немецком театре в Берлине, в Кёльне, Инсбруке и Праге. Вскоре карьере танцовщицы пришёл конец. Но отнюдь не из-за повреждения колена, как Рифеншталь писала в мемуарах. Фред Хильдебрандт, редактор отдела культуры газеты Berliner Tageblatt и эксперт в области современного танца, в своей статье написал, что для успешной карьеры танцовщицы ей не хватает самого главного — способности выражать чувства.

## 1920-е годы: киноактриса
В июне 1924 года в кинотеатре на Ноллендорфплац в Берлине Лени Рифеншталь посмотрела фильм Арнольда Фанка «Гора судьбы» (1924), который произвёл на неё такое впечатление, что она захотела познакомиться с исполнителем главной роли Луисом Тренкером, и вместе с Зокалем (которого в своих мемуарах она заменила на брата) поехала в Доломитовые Альпы. В результате Арнольд Фанк написал для неё сценарий фильма «Священная гора». Ради Рифеншталь Гарри Зокаль забросил карьеру банкира и купил производственную фирму Фанка, чтобы вместе с УФА спасти её от банкротства. Он должен был выступить в качестве продюсера «Священной горы», но в итоге покинул проект и расторг помолвку с Рифеншталь, так как она завязала любовные отношения как с Тренкером, так и с Фанком. Чтобы соответствовать требованиям Фанка к актёрам в «горных фильмах», Рифеншталь ещё до съёмок быстро освоила горные лыжи и скалолазание. Съёмки фильма начались в январе 1925 года в Доломитовых Альпах и с большими перерывами продолжались до апреля 1926 года. Премьера «Священной горы» состоялась 17 декабря 1926 года в Берлине. Затем последовали главные роли в фильмах «Большой прыжок» (1927), «Белый ад Пиц-Палю» (1929), «Бури над Монбланом» (1930) и «Белое безумие» (1931). Все они были поставлены Арнольдом Фанком при участии Гарри Зокаля в качестве сопродюсера. О влиянии Фанка Рифеншталь рассказывала:

Он был мастером монтажа фильмов, и я, конечно, неосознанно кое-чему у него научилась. (…) Я хочу заметить, что влияние доктора Фанка на мои фильмы было очень большим. Это прежде всего касается видения — он был хорошим фотографом, пришёл из фотографии. И как-то передал это своим кинооператорам.

В 1927 году на съёмках фильма «Большой прыжок» Рифеншталь сблизилась с Хансом Шнеебергером, кинооператором и исполнителем главной роли. В Вильмерсдорфе она сняла трёхкомнатную квартиру, в которой прожила вместе с ним два года. Впоследствии она объявила Шнеебергера самой большой любовью в своей жизни. В это время Рифеншталь также познакомилась с режиссёрами Георгом Вильгельмом Пабстом, Абелем Гансом, Вальтером Руттманом и писателем Эрихом Марией Ремарком. В одном интервью Гарри Зокаль вспоминал о ней:

Всякий раз, когда на горизонте появлялась интересная личность, будь то художник, великий спортсмен, великий теннисист или великий лыжник, актёр или известный политик, как Гитлер, — неважно кто, я всегда слышал эту фразу: «Мне нужно познакомиться с этим человеком». И у неё это всегда получалось.
В 1928 году Рифеншталь посетила зимние Олимпийские игры в швейцарском Санкт-Морице. В этом же году появилась её первая статья в Film-Kurier о фильме Фанка «Белый стадион». С тех пор она регулярно публиковала репортажи о съёмках фильмов со своим участием. В 1928 году снялась также в фильме Рудольфа Раффе «Судьба Габсбургов».
Съёмки фильма «Белый ад Пиц Палю» в Энгадине вели Арнольд Фанк и Георг Вильгельм Пабст, под руководством которого Рифеншталь удалось доказать, что она действительно умеет играть. В Германии и за границей фильм пользовался большим успехом.

## Режиссёрский дебют
Летом 1931 года Рифеншталь основала собственную фирму L. R. Studio Film, однако на производство фильма «Голубой свет» ей не хватало минимум 50 000 марок. Так как Зокаль был всё ещё влюблён в неё, он выделил на проект 100 000 марок, взяв на себя расходы на постпроизводство и прокат фильма. Это был её режиссёрский дебют и последний фильм, в котором Зокаль участвовал в качестве продюсера. В мемуарах Рифеншталь писала:

В «Голубом свете» я, словно предчувствуя, рассказала свою позднейшую судьбу: Юнта, странная девушка, живущая в горах в мире грёз, преследуемая и отверженная, погибает, потому что рушатся её идеалы — в фильме их символизируют сверкающие кристаллы горного хрусталя. До начала лета 1932 года я тоже жила в мире грёз…
Для себя Рифеншталь придумала главную роль девушки, к которой в силу её загадочности с недоверием относились жители горной деревни. Сценарий написали Карл Майер и Бела Балаж, который также был режиссёром сцен с её участием. Объясняя, почему она решила заняться режиссурой, Рифеншталь сказала, что давно хотела сыграть роль, совсем не похожую на те, которые она играла у Фанка, когда женщина всегда находилась на заднем плане, а горы являлись главным компонентом. Однако у Фанка она позаимствовала не только формальные элементы, но и сюжет его «горных фильмов». Рифеншталь работала также с исполнителями и операторами Фанка, а сам Фанк сидел с ней в монтажной. При этом в фильме «Голубой свет» горы стали одновременно декором и элементом действия, но не столь определяющим, как у Фанка. Спорт, приключения и комедийность его фильмов были вытеснены у Рифеншталь мистикой и миром волшебства. Премьера фильма состоялась 23 марта 1932 года в Берлине. Тогда он был заявлен как «совместная работа Лени Рифеншталь, Белы Балажа и Ханса Шнеебергера». На биеннале в Венеции «Голубой свет» получил серебряную медаль.
Несмотря на сдержанные отзывы критиков, фильм пользовался большим успехом как в Германии, так и за рубежом, и Бела Балаж, который в это время уже работал в Москве, как один из авторов сценария и сорежиссёр попросил Рифеншталь наконец заплатить ему гонорар. Тогда она обратилась к гауляйтеру Франконии, антисемиту Юлиусу Штрайхеру: «Настоящим уполномочиваю гауляйтера Юлиуса Штрайхера из Нюрнберга, издателя „Штурмовика“, представлять мои интересы по вопросам претензий ко мне еврея Белы Балажа». Эта доверенность от 11 декабря 1933 года хранится в Федеральном архиве Германии. В 1933 году имена Зокаля и Балажа исчезли из титров фильма.

## Национал-социализм, взлёт режиссёрской карьеры

### Знакомство с Гитлером

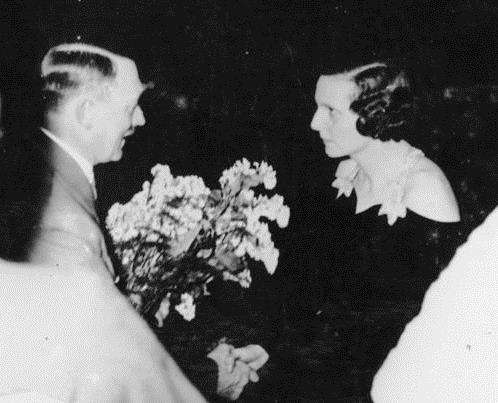
Рифеншталь и Гитлер. 1934

В конце февраля 1932 года в берлинском Дворце спорта Рифеншталь впервые услышала предвыборную речь Гитлера. В мемуарах она описала пережитое в этот момент состояние:

Мне казалось, будто передо мною разверзлась поверхность Земли, словно полушарие, неожиданно расколовшись посредине, выбросило огромную струю воды, столь мощную, что она достала до неба и сотрясла Землю.
В мае 1932 года написала Гитлеру письмо с просьбой о встрече. Их личное знакомство состоялось в конце мая в Хорумерзиле под Вильгельмсхафеном. Во время прогулки по пляжу они обсуждали фильмы и планы Рифеншталь. После этого она отправилась вместе с лётчиком Эрнстом Удетом в Гренландию на съёмки фильма Арнольда Фанка «SOS — айсберг» (1933). В сентябре 1932 года Рифеншталь вернулась в Германию. Веймарская республика уже находилась на грани коллапса. Рифеншталь тут же связалась с Гитлером, которому при встрече рассказала о своих впечатлениях от поездки в Гренландию. В это время она также познакомилась с Геббельсом и Герингом, всё чаще бывала на официальных приёмах, которые устраивало руководство НСДАП и всё больше дистанцировалась от своего поклонника и мецената Гарри Зокаля. После 1945 года Рифеншталь изображала все эти встречи как «чисто случайные» события. Приход к власти национал-социалистов 30 января 1933 года застал её в Давосе, где она проводила свой лыжный отпуск в обществе Вальтера Прагера, нового любовника.

### Кинотрилогия о съездах НСДАП

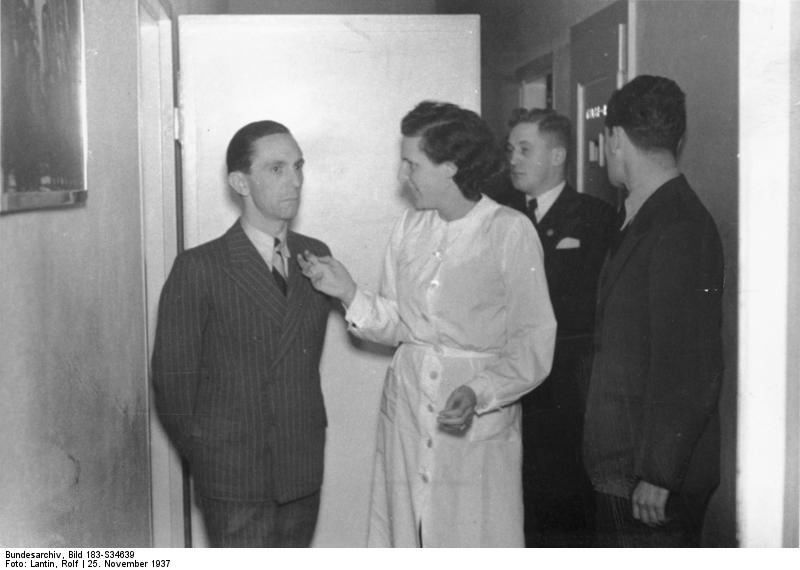
Рифеншталь и Геббельс. 1937

В мае 1933 года Рифеншталь вернулась в Германию. Министр пропаганды Геббельс предложил ей снять фильм о пятом съезде НСДАП в Нюрнберге, «партсъезде победы». 17 мая он записал в своём дневнике: «После обеда. Лени Рифеншталь. Она рассказывает мне о своих планах. Я предлагаю ей снять фильм о Гитлере. Она в восторге от этого». В конце мая Рифеншталь встретилась с Гитлером и Геббельсом на пикнике в Хайлигендамме. «Единственная из всех звёзд, кто нас понимает», — написал о ней Геббельс. После 1945 года Рифеншталь утверждала, что между ней и министром пропаганды возникла и сохранялась глубокая взаимная антипатия.
На съёмках фильма о партсъезде, проходившем с 30 августа по 3 сентября 1933 года, она работала с известными операторами Зеппом Альгайером, Францем Ваймайром и Вальтером Френцем и сама занималась монтажом. Расходы взяло на себя министерство пропаганды. Премьера «Победы веры» состоялась 1 декабря 1933 года. Однако после уничтожения верхушки СА в «ночь длинных ножей» фильм исчез с экранов, так как в нём наряду с Гитлером большое место было отведено начальнику штаба штурмовых отрядов Эрнсту Рёму.
Фильм «Победа веры» стал для Рифеншталь своеобразной «пробой пера». Отснятый материал отчётливо носил характер репортажа, содержал достаточно много случайного и несистематизированного материала и оказался, таким образом, недостаточно зрелой презентацией НСДАП как политической партии, продемонстрировав в то же время неопытность Рифеншталь в качестве режиссёра-документалиста.

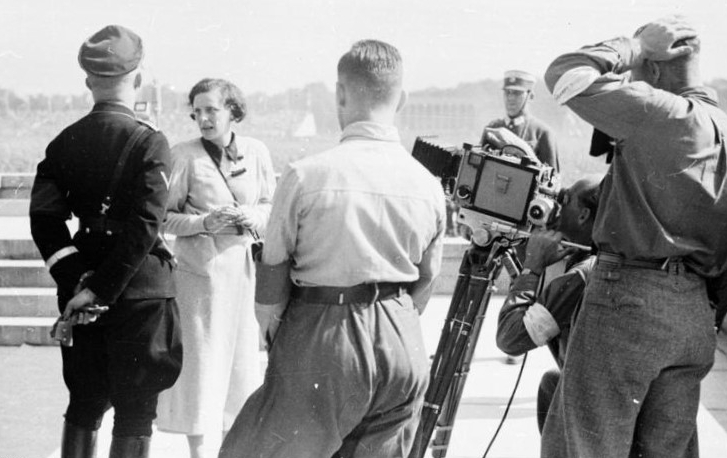
Лени Рифеншталь и Генрих Гиммлер на съёмках «Триумфа воли». Нюрнберг, 1934

В апреле 1934 года Гитлер поручил ей съёмки «Триумфа воли», ещё одного фильма о съезде НСДАП, «съезде единства и силы». Для этого она основала производственную фирму Reichsparteitagfilm GmbH. Как и «Победа веры», фильм финансировался самой НСДАП. При этом накануне съёмок и после съезда режиссёр Вальтер Руттман был объявлен автором пролога, тогда как Рифеншталь отвечала за главный фильм. В прологе предполагалось показать все важные этапы и события в истории партии. Долгое время оставался загадкой вопрос, почему отснятый Руттманом материал, на который было потрачено 100 000 рейхсмарок, то есть треть всего бюджета, не нашёл своего применения. После 1945 года Рифеншталь отвечала на него довольно кратко: материал никак не вязался с фильмом и не имел ничего общего со съездом. По мнению историков, только Рифеншталь и Гитлер были заинтересованы в том, чтобы пролог Руттмана исчез из фильма. Гитлер, который должен был стать центральной фигурой фильма, не хотел акцентировать внимание на «периоде борьбы», в которой к тому же важную роль играли штурмовые отряды.
Тогда как на фильме «Победа веры» Рифеншталь была официально объявлена «художественным руководителем», на «Триумфе воли» НСДАП поручила ей «художественное и организационное руководство». В её распоряжении находилась группа из 170 помощников, 35 операторов и 30 камер, которые закреплялись на флагштоках, поднимались на дирижаблях и позволяли вести съёмку всех мероприятий съезда одновременно с разных точек. Было отснято несколько сотен часов материала. Фильм рождался за монтажным столом. На монтаж ушло семь месяцев. В результате хронометраж фильма составил 114 минут. Музыку к нему написал композитор Герберт Виндт, который и в дальнейшем сотрудничал с Рифеншталь. Премьера «Триумфа воли» состоялась в присутствии Гитлера 28 марта 1935 года в кинотеатре УФА-Паласт ам Цоо в Берлине. О «Триумфе воли» Рифеншталь говорила, что она хотела создать «художественный фильм», а не хроникальный репортаж:

Он не отвечает ни героическому стилю, ни внутреннему ритму реального события. Их должен ощутить, подчинить своему движению и передать художественный фильм. Внутреннее понимание задачи само по себе выдвигает такое понятие, как художественное решение. (…) Ещё нигде в мире государство не занималось в такой степени вопросами кино. Это его лицо, которое обращается к нам, его фюрер и его соратники. Весь народ узнает в нём самого себя.
Эти слова были для Рифеншталь также программой монтажа фильма. В нём она создала кинематографическую симфонию движения, в которой вездесущий Гитлер являлся главным исполнителем даже в том случае, когда его не было на месте событий. Ритм и движение использовались при этом в качестве художественных принципов организации киноматериала, чтобы вызвать у зрителя эмоциональную реакцию и впечатление личного непосредственного участия в партийном съезде. Впоследствии Рифеншталь всегда подчёркивала документальный характер фильма, то есть объективное изображение реального события. Однако её работа с документальным материалом привела к драматизации партийного съезда, который изначально был отрепетирован и инсценирован для киносъёмок.
В силу того, что «Триумф воли» наилучшим образом соответствовал представлениям национал-социалистов о самих себе, партийное руководство объявило его образцом удачной национал-социалистической пропаганды и официально придало ему пропагандистский статус. Рифеншталь получила государственный приз 1934/1935 года, приз за лучший документальный фильм на Международном кинофестивале в Венеции 1935 года и золотую медаль на Всемирной выставке в Париже в 1937 году. Вслед за фильмом в свет вышла книга Рифеншталь «За кулисами фильма о съезде национал-социалистической партии».
В «Триумфе воли» не нашёл полного отражения вермахт, который в 1934 году после смерти Пауля фон Гинденбурга впервые принял участие в съезде НСДАП. Поэтому следующей работой Рифеншталь стал 26-минутный короткометражный фильм «День свободы! — Наш вермахт». Он был снят на очередном съезде НСДАП в сентябре 1935 года. Фильм создавал настроение лирическим началом с изображением ночной стражи и рассвета в палаточном городке, игрой теней и съёмками против солнечного света. Затем следовали командно-штабные учения вермахта под командованием Гитлера. Изобразительные средства были стереотипными, а композиция оказалась неубедительной. Премьера фильма состоялась 30 декабря 1935 года.
Впоследствии Рифеншталь называла свои пропагандистские постановки чисто документальными работами, причём понимая под документальным фильмом такой фильм, который отражал дух и атмосферу мероприятия. Она утверждала, что всегда была аполитичным художником и в то время не осознавала всей чудовищности нацистского режима. В своих мемуарах она процитировала письмо, написанное ею в 1948 году журналисту Манфреду Георге, который был вынужден бежать в Америку:

Я никогда не отрицала, что попала под влияние личности Гитлера. Но то, что я слишком поздно распознала в нём демоническое, несомненно является виной или ослеплением.

### Олимпийские фильмы

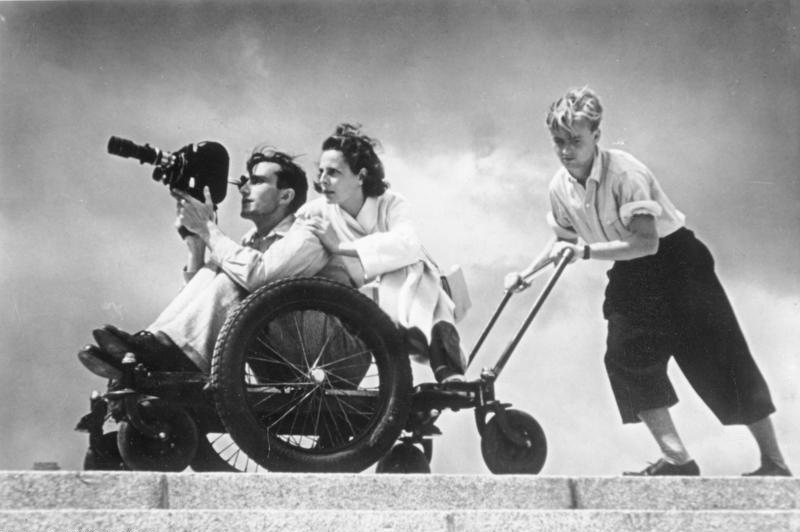
Лени Рифеншталь и оператор Вальтер Френц на съёмках фильма «Олимпия». Берлин, 1936

Летом 1935 года Гитлер поручил Рифеншталь съёмки фильма о Летних Олимпийских играх в Берлине 1936 года. 17 августа, задолго до её официального назначения, Геббельс записал в свой дневник: «Фрейлейн Рифеншталь рассказывает о планах фильма об Олимпийских играх. Она — умный экземпляр!» 9 декабря 1935 года была учреждена фирма Olympia-Film GmbH, владельцами которой стали Рифеншталь и её брат Хайнц. На следующий день Геббельс официально объявил о том, что министерство пропаганды заказало Рифеншталь фильм об Олимпийских играх в Берлине. На проект, включая разные синхронные версии, а также дополнительные короткометражные фильмы, государство выделило 2,8 млн рейхсмарок. Из них гонорар Рифеншталь, которая получила полную свободу действий, составил 400 000 рейхсмарок.
В июне 1936 года в Греции начались съёмки пролога «Олимпии», за который по договору отвечал режиссёр и оператор Вилли Цильке. К работе над фильмом Рифеншталь привлекла опытных кинооператоров, таких как Ханс Эртль, Вальтер Френц, Гуцци Ланчнер. Они создали и применили много новых технических средств и изобретений, например, камеру для подводной съёмки, рельсовый операторский кран и т. д. Число членов съёмочной группы составило 170 человек. Сразу по окончании Олимпийских игр начался монтаж, который длился почти два года. Тем временем на Куршской косе Вилли Цильке самостоятельно продолжал съёмки пролога. В январе 1937 года в соответствии с договором он сдал Рифеншталь свою работу, которую она решила полностью перемонтировать. В феврале у Цильке случился нервный срыв, после чего он попал в психиатрическую больницу, где ему был поставлен, как впоследствии выяснилось, ошибочный диагноз шизофрении. Рифеншталь вывезла из его мюнхенской квартиры все негативы и отпечатки фотоснимков, сделанных им в Греции и на Куршской косе. Впоследствии она продавала фотографии Цильке как свои собственные работы. Только в первой части первого тиража книги «Красота олимпийской борьбы», вышедшей в 1937 году, он значится автором фотографий. Имя Цильке также исчезло из титров фильма. В больнице он подвергся принудительной стерилизации. Тогда как в своих мемуарах Рифеншталь писала о том, как она якобы заботилась о своём очень талантливом, но лабильном коллеге, Цильке считал себя её жертвой.
Премьера фильма «Олимпия» (1-я часть «Праздник народов», 2-я часть «Праздник красоты») состоялась в берлинском кинотеатре УФА-Паласт ам Цоо 20 апреля 1938 года, в день рождения Гитлера. 1 мая 1938 года Рифеншталь получила за него государственную премию. 10 мая 1938 года в Цюрихе состоялся первый зарубежный показ фильма. 31 августа 1938 года «Олимпия» была удостоена приза за лучший фильм на Международном кинофестивале в Венеции.

Кадр из пролога фильма «Олимпия», снятого Вилли Цильке

Ориентированные на формально-эстетические признаки поклонники Лени Рифеншталь до сих пор подчёркивают международный успех фильма в силу блестящей операторской работы и тонкой интуитивной организации отснятого материала. Лейтмотивами обеих частей фильма стали состязание, красота и гармония. Его эстетика соответствовала фильмам о партийных съездах. Патетический голос диктора, героизация спортсменов, общий пафос и монументальная символика работали на тот образ Германии, который её национал-социалистические руководители хотели создать у мировой общественности по случаю Олимпийских игр. Немецкий киновед Петер Новотны писал:

Происхождение, образование, представления об искусстве и ранний успех Рифеншталь способствовали тому, что она занималась творчеством и при фашизме. Она представляет собой яркий пример тому, как художник в своей субъективной вере, что благодаря документальному изображению он может сохранить свободу искусства, объективно сотрудничает с национал-социалистическим государством.
Рифеншталь, которая не обошла стороной выдающийся успех американских атлетов, таких как Джесси Оуэнс и Форрест Таунс, надеялась на кассовый успех «Олимпии» в Соединённых Штатах. И действительно, кинокомпания Metro-Goldwyn-Mayer пригласила её посетить США. 4 ноября 1938 года она приехала с фильмом в Нью-Йорк. Однако вскоре из Германии пришло известие о еврейских погромах в течение так называемой «Хрустальной ночи» с 9 на 10 ноября 1938 года. Реакция американской общественности последовала незамедлительно — «Нью-йоркская антифашистская лига», мэр Нью-Йорка Фьорелло Ла Гуардия и Motion Picture Artists Committee (Комитет кинодеятелей) призвали к бойкоту как «Олимпии», так и самой Рифеншталь. 24 ноября 1938 года она приехала в Голливуд, где встретилась с режиссёрами Кингом Видором и Уолтом Диснеем. Однако эти встречи не принесли результатов, и в январе 1939 года Рифеншталь вернулась в Германию. В Британии по примеру Соединённых Штатов также отказались от показа «Олимпии».
В ноябре 1957 года в ограниченный повторный прокат в Бремене и Гамбурге вышла подготовленная Рифеншталь новая редакция фильма. Вторая часть «Олимпии» (первоначально — «Праздник красоты») была переименована в «Богов стадиона». Однако проект не пользовался успехом. В 1967 году Рифеншталь сделала англоязычную версию фильма, предназначенную для показа по «13-му каналу» в канун Олимпийских игр в Мехико.

### Специальная киногруппа Рифеншталь
В марте 1939 года производственный директор Рифеншталь Вальтер Траут обсудил с ближайшим сотрудником Альберта Шпеера Вилли Шелькесом «строительный проект Рифеншталь», планы строительства в Берлине специально приспособленной для нужд Рифеншталь киностудии площадью 22 500 квадратных метров — с павильонами, монтажными, проекционными, студией звукозаписи, копировальной фабрикой и т. д. В мае 1939 года Рифеншталь предложила для этой цели земельный участок на Аргентинише аллее в Далеме. Расходы на строительство в размере почти 2 млн рейхсмарок должны были полностью покрываться из партийной кассы. Планирование продолжалось до августа 1942 года.
С начала 1939 года Рифеншталь готовила экранизацию трагедии Генриха фон Клейста «Пентесилея», в которой сама хотела сыграть роль королевы амазонок. Съёмки в Ливийской пустыне были запланированы на конец лета, но этому плану помешало начало войны 1 сентября 1939 года.

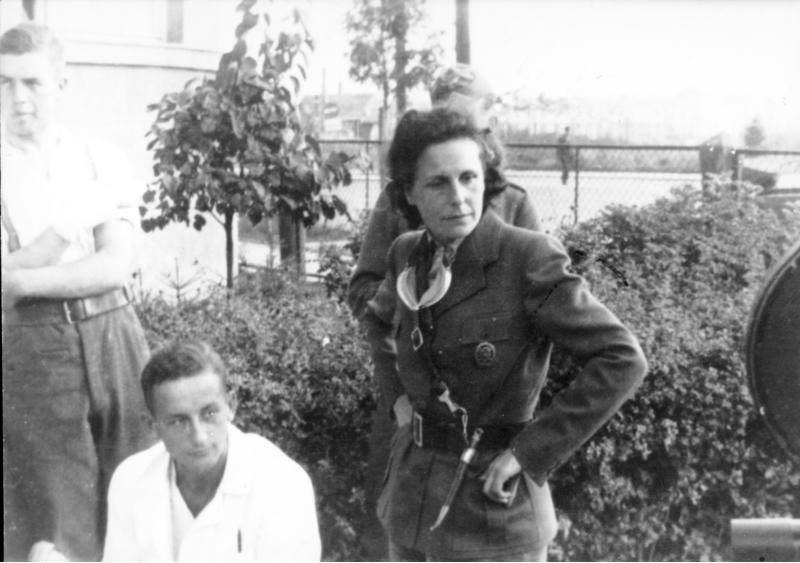
Лени Рифеншталь в Польше. Сентябрь 1939

По распоряжению Гитлера для освещения военных действий в Польше была сформирована «Специальная киногруппа Рифеншталь», в которую вошли сама Рифеншталь, производственный директор Вальтер Траут, кинооператоры Зепп Альгайер, Густав и Отто Ланчнеры, звукорежиссёр Герман Шторр и четыре техника, все в самодельной форме, с противогазами и карманными пистолетами. Группа была оснащена двумя шестиместными седанами Mercedes, мотоциклом BMW с коляской, тонвагеном и топливными картами на 700 литров бензина. 10 сентября 1939 года она отправилась на передовую, куда должен был прилететь Гитлер. Несколько фотоснимков подтверждают, что 12 сентября 1939 года Рифеншталь и её съёмочная группа стали свидетелями военного преступления — массового убийства солдатами вермахта евреев в небольшом польском городке Коньске. На одном из этих снимков, сделанных солдатом, даже есть подпись: «Лени Рифеншталь теряет сознание при виде мёртвых евреев». После 1945 года Рифеншталь утверждала, что никогда не была свидетелем преступлений: «Ни я, ни мои сотрудники ничего не видели».
5 октября 1939 года Рифеншталь присутствовала в качестве зрителя на параде победы вермахта в Варшаве. После того как 14 июня 1940 года немецкие войска вошли в Париж, она в тот же день отправила Гитлеру телеграмму: «С неописуемой радостью, с чувством глубокой благодарности мы переживаем вместе с Вами, мой фюрер, величайшую победу, одержанную Вами и Германией, вступление немецких войск в Париж. Вы творите дела, которые вообще не укладываются в человеческое воображение и не имеют аналогов в истории человечества. Как нам поблагодарить Вас? Высказать поздравление — слишком мало, чтобы выразить чувства, которые меня обуревают». Позже она объяснила, что в то время считала, что с завоеванием французской столицы война быстро закончится, и она хотела выразить по этому поводу свою радость и облегчение.

### Долина
В начале 1940 года Лени Рифеншталь договорилась с кинокомпанией Tobis об экранизации одной из любимых опер Гитлера — «Долина» Эжена Д’Альбера и вместе с Харальдом Райнлем написала сценарий. В основе сюжета — конфликт крестьян-горцев с крупным землевладельцем из долины, который должен был стать в фильме воплощением «мирового еврейства». В качестве главного оператора предполагалось привлечь Вилли Цильке. В это время он находился в психиатрической больнице в Хааре, но без снятия опеки, без договора отказался от работы с Рифеншталь. Съёмки начались 1 августа 1940 года, но не в Пиренеях, где происходит действие оперы, а в Баварских Альпах. Павильонные съёмки проходили с января 1942 года в Йоханнистале и Бабельсберге. В качестве статистов по договору с СС были задействованы 120 заключённых цыган — 53 из сборного лагеря Максглан под Зальцбургом и 67 из концлагеря Марцан под Берлином. Впоследствии большинство из них погибли в концлагере Освенцим. После войны это обстоятельство стало причиной многих судебных процессов, которые Рифеншталь вела против тех, кто упрекал её в том, что она лично выбрала статистов в лагерях, не заплатила им за работу и знала о предстоящей депортации в Освенцим; исследующий эту тему документальный фильм Нины Гладиц «Время молчания и тьмы» (1982) был запрещён в Германии, поскольку суд посчитал, что выступивший в нём один из выживших цыган-статистов не смог документально подтвердить свои обвинения (Гладиц посвятила последующие 30 лет жизни изучению всех тёмных пятен в жизни Рифеншталь, опубликовав в 2020 году её биографию).
В «Долине» Рифеншталь выступала не только как режиссёр, но и как исполнительница главной роли — танцовщицы фламенко, ставшей жертвой сексуального насилия со стороны землевладельца. По личному распоряжению Гитлера финансирование фильма осуществлялось из партийной кассы. Бюджет составил около семи миллионов рейхсмарок. В ноябре 1943 года при содействии Альберта Шпеера Рифеншталь переехала из Берлина в тирольский Кицбюэль и перевезла туда большую часть отснятого материала. Последние съёмки состоялись в сентябре 1944 года на киностудии Баррандов в Праге. Вилли Цильке был вынужден снять финал и монтировать фильм. Работа над ним продолжалась вплоть до окончания войны.
21 марта 1944 года в Кицбюэле Рифеншталь вышла замуж за Петера Якоба, с которым познакомилась в 1940 году на съёмках фильма «Долина». Обер-лейтенант альпийских стрелков Якоб во время своего отпуска снимался тогда в качестве дублёра Бернхарда Минетти. 30 марта 1944 года Рифеншталь в последний раз встретилась с Гитлером в его резиденции Бергхоф. В середине июля умер её отец, а 20 июля 1944 года погиб её брат Хайнц, который был отправлен на восточный фронт. В феврале 1945 года к ней в Кицбюэль приехала мать.

## Послевоенное время: фотограф
В апреле 1945 года Лени Рифеншталь была арестована американскими солдатами. После серии допросов 3 июня 1945 года она вышла из лагеря Дахау на свободу и вернулась в Кицбюэль, где продолжила монтаж фильма «Долина». Через месяц после её освобождения провинция Северный Тироль оказалась под французским управлением. Рифеншталь была снова арестована и заключена в женскую тюрьму в Инсбруке. Последовал ряд допросов. Некоторое время Рифеншталь также находилась под домашним арестом. Этот период она позднее описала как время «произвола», «издевательств» и «душевных пыток». Французская военная администрация отправила её в Кёнигсфельд под Виллингеном, а её виллу, имущество, счета и материал «Долины» конфисковала.
В начале лета 1947 года Рифеншталь развелась с Петером Якобом. В июне 1947 года после нервного срыва легла в психиатрическую клинику во Фрайбурге. 1 декабря 1948 года в Виллингене прошла процесс денацификации. В том же году она задним числом получила Олимпийский почётный диплом за фильм «Олимпия». 1 мая 1949 года мюнхенский журнал Revue опубликовал статью с упрёками в адрес Рифеншталь в связи с привлечением цыган из лагеря Максглан на съёмки фильма «Долина». 6 июля 1949 года состоялся повторный процесс денацификации, в ходе которого она была вновь оправдана. 23 ноября 1949 года против Гельмута Киндлера, издателя журнала Revue, опубликовавшего статью о съёмках фильма «Долина», состоялся процесс, который закончился в пользу Рифеншталь. В начале 1950 года в ходе третьего процесса денацификации Рифеншталь была признана «попутчицей национал-социалистов». Вместе с матерью она переехала в Мюнхен. 21 ноября 1951 года в Риме состоялась премьера новой монтажной и звуковой версии фильма «Голубой свет».
11 февраля 1954 года в Штутгарте состоялась премьера фильма «Долина», из которого предварительно были вырезаны многие кадры с цыганами. Критика встретила его довольно благожелательно, но успехом он не пользовался. Новые проекты в Италии и Испании Рифеншталь не удалось реализовать отчасти по причине их высокого бюджета и нехватки денег. Кроме того, у неё уже не было съёмочной группы, на которую она могла бы положиться. Это привело к тому, что она прекратила заниматься кино и увлеклась фотографией. В апреле 1956 года в возрасте 53 лет она впервые совершила поездку в Африку. Её путевые впечатления, выраженные в снимках, были опубликованы в ведущих глянцевых журналах — Stern, The Sunday Times, Paris Match, L’Europeo, Newsweek, The Sun. Между 1962 и 1977 годами она с фотоаппаратом несколько раз пересекла Нубийскую пустыню, запечатлевая жизнь нубийских племён. В 1973 году в свет вышел фотоальбом «Нуба — люди, будто пришедшие с другой звезды», а в 1976 году — «Нуба из племени Кау». Для Рифеншталь нуба целиком соответствовали идеалу: она открыла здесь «библейские образы, как из первобытных времён». Некоторые критики увидели в её фотоснимках выражение «фашистской эстетики». В своей статье «Магический фашизм» Сьюзен Зонтаг писала:

Хотя нуба не являются арийцами, их портрет, созданный Лени Рифеншталь, возрождает некоторые большие темы нацистской идеологии: противопоставление чистого и нечистого, неподкупного и продажного, физического и духовного, светлого и тёмного.
В 1974 году на Мальдивах в возрасте 71 года Рифеншталь впервые погрузилась в Индийский океан с аквалангом и с камерой для подводной съёмки. За последующие три десятилетия своей жизни она совершила более двух тысяч погружений. Так начался новый этап в творчестве Рифеншталь-фотографа — съёмки подводного мира. Результатом её многолетней работы стали фотоальбомы «Коралловые сады» и «Чудо под водой», а также документальный фильм «Коралловый рай» (другое название — «Подводные впечатления»).
В августе 1987 года Рифеншталь выпустила свои мемуары, которые были изданы в 13 странах, а в Америке и Японии стали бестселлером. В своей рецензии на них Маргарета Митчерлих написала о Рифеншталь: «Ей до сих пор удалось остаться в неведении о том, о чём она не хотела знать».

## Последние годы жизни
В 1993 году на экраны вышел посвящённый Рифеншталь британский фильм «Сила образов», в котором она дала режиссёру Рэю Мюллеру большое интервью. В октябре 1995 года на Международном фестивале документальных фильмов в Лейпциге состоялась ретроспектива её фильмов. 3 декабря 1998 года в киномузее в Потсдаме открылась посвящённая Рифеншталь выставка.
В феврале 2000 года она отправилась в Судан, где Рэй Мюллер снимал её для документального фильма «Лени Рифеншталь — мечта об Африке» (2003). В марте 2000 года на обратном пути в Хартум недалеко от Эль-Обейда вертолёт потерпел крушение. Рифеншталь выжила, получив серьёзные ранения.
В 2001 году президент МОК Хуан Антонио Самаранч в швейцарской Лозанне вручил ей Золотую медаль Международного олимпийского комитета (хотя медаль и была присуждена ей ещё в 1948 году, получить её она долгое время не могла). В конце июня 2001 года по приглашению организаторов фестиваля неигрового кино «Послание к человеку» в Санкт-Петербурге Рифеншталь впервые посетила Россию. Из-за многочисленных протестов, а также по причине боязни провокаций местных фашистов «Триумф воли» показали при закрытых дверях, а демонстрацию «Олимпии» вообще отменили. 22 августа 2002 года в отеле Kaiserin Elisabeth в Фельдафинге в кругу друзей и поклонников Рифеншталь отпраздновала свой столетний юбилей.
8 сентября 2003 года, через две недели после того как она отметила 101-ю годовщину со дня рождения, Лени Рифеншталь скончалась в 22 часа 50 минут в своей вилле на Готенштрассе 13 в Пёккинге на Штарнбергском озере.

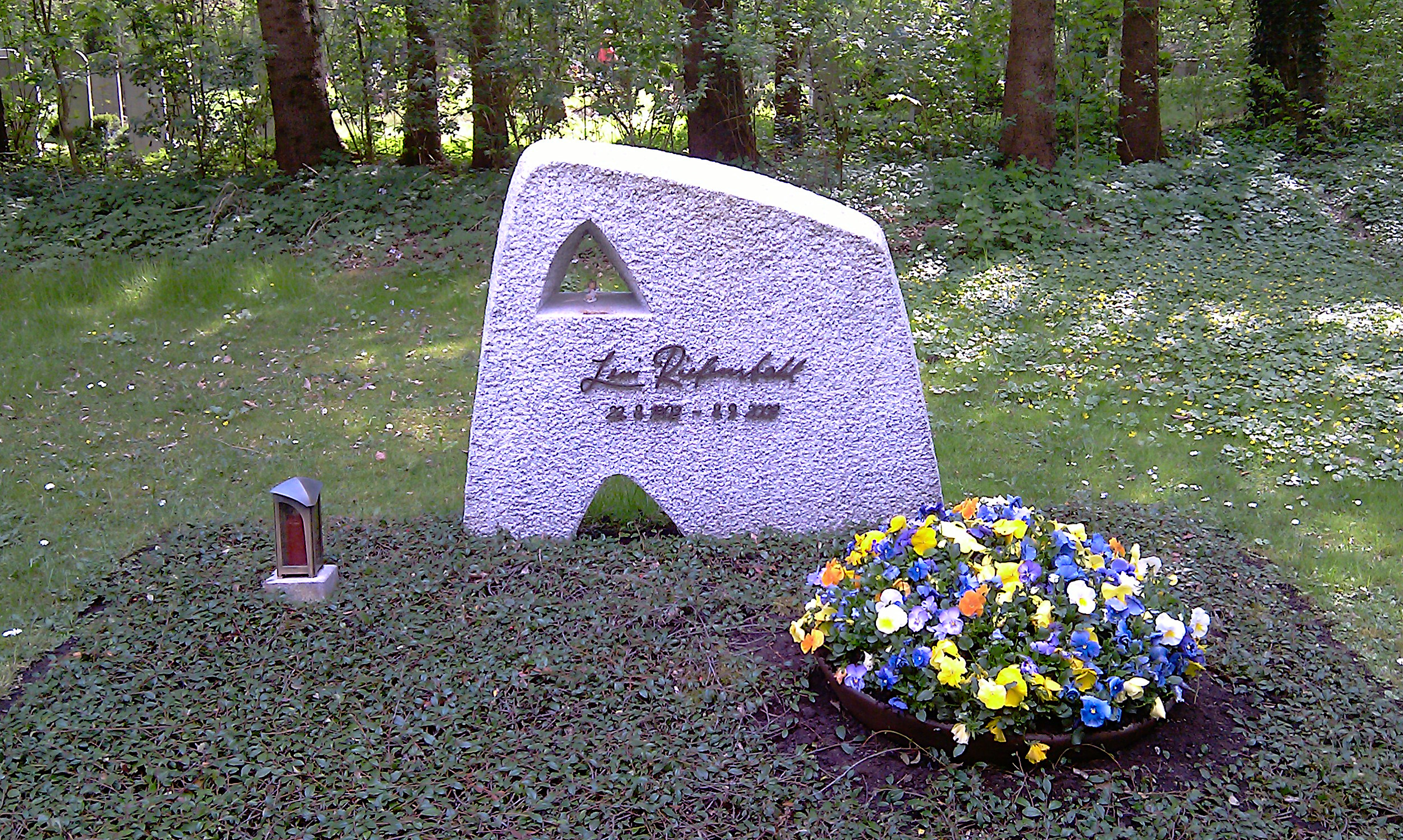
Могила Лени Рифеншталь на кладбище Вальдфридхоф в Мюнхене

12 сентября 2003 года в Мюнхене состоялась панихида и кремация, а 10 октября того же года урна с прахом Рифеншталь была захоронена на мюнхенском кладбище Вальдфридхоф.
Архив Рифеншталь, состоящий из 700 коробок, перешёл к её спутнику жизни, оператору Хорсту Кеттнеру, который хранил его на их общей вилле, а после его смерти в 2016 году — к бывшей секретарше и единственной наследнице Рифеншталь Гизеле Ян. В 2018 году она передала архив Фонду прусского культурного наследия в Берлине.

## Фильмография

### Режиссёрские работы
- 1932 — Das blaue Licht / Голубой свет
- 1933 — Der Sieg des Glaubens / Победа веры
- 1935 — Triumph des Willens / Триумф воли
- 1935 — Tag der Freiheit! — Unsere Wehrmacht! / День свободы! — Наш вермахт!
- 1938 — Olympia / Олимпия (Fest der Völker /Праздник народов; Fest der Schönheit / Праздник красоты)
- 1954 — Tiefland / Долина
- 2002 — Impressionen unter Wasser / Коралловый рай

### Актёрские работы
- 1925 — Wege zu Kraft und Schönheit — Ein Film über moderne Körperkultur / Пути к силе и красоте — фильм о современной физической культуре, танцовщица
- 1926 — Der heilige Berg / Священная гора, танцовщица Диотима
- 1927 — Der große Sprung / Большой прыжок, Гита
- 1928 — Das Schicksal derer von Habsburg / Судьба Габсбургов, Мария Ветсера
- 1929 — Die weiße Hölle vom Piz Palü / Белый ад Пиц Палю, Мария Майони
- 1930 — Stürme über dem Montblanc / Бури над Монбланом, Элла Армстронг
- 1931 — Der weiße Rausch — neue Wunder des Schneeschuhs / Белое безумие — новое лыжное чудо, Лени
- 1932 — Das blaue Licht / Голубой свет — Юнта
- 1933 — SOS Eisberg / SOS — айсберг, Гелла / Эллен Лоуренс
- 1954 — Tiefland / Долина — Марта, испанская танцовщица

### Продюсерские работы
- 1933 — Der Sieg des Glaubens / Победа веры
- 1934 — Triumph des Willens / Триумф воли
- 1938 — Olympia / Олимпия
- 1939 — Osterskitour in Tirol / Пасхальный лыжный тур в Тироле
- 1939 — Der Wurf im Sport / Метание в спорте
- 1940 — Kraft und Schwung, die Grundelemente des Turnens / Сила и импульс, основные элементы гимнастики
- 1940 — Laufen / Бег
- 1940 — Der Sprung / Прыжок
- 1940 — Bergbauern / Горные крестьяне
- 1942 — Wildwasser / Дикие воды
- 1943 — Schwimmen und Springen / Плавание и прыжки
- 1943 — Höchstes Glück der Erde auf dem Rücken der Pferde / Величайшее счастье на земле верхом на лошади
- 1943 — Josef Thorak, Werkstatt und Werk / Йозеф Торак, мастерская и произведения
- 1944 — Arno Breker / Арно Брекер
- 1954 — Tiefland / Долина
- 2002 — Impressionen unter Wasser / Подводные впечатления

### Нереализованные проекты
- 1933 — Mademoiselle Docteur / Мадмуазель доктор
- 1939 — Penthesilea / Пентесилея
- 1943 — Van Gogh / Ван Гог
- 1950 — Der Tänzer von Florenz / Танцовщик из Флоренции
- 1950 — Ewige Gipfel / Вечные вершины
- 1950—1954 — Die roten Teufel / Красные дьяволы
- 1955 — Kobalt 60 / Кобальт 60
- 1955 — Friedrich der Große und Voltaire / Фридрих Великий и Вольтер
- 1955 — Drei Sterne am Mantel der Madonna / Три звезды на плаще Богородицы
- 1955 — Sonne und Schatten / Солнце и тени
- 1955—1956 — Die schwarze Fracht / Чёрный груз
- 1957 — Afrikanische Symphonie / Африканская симфония
- 1959—1960 The blue Light Голубой свет (на английском)
- 1961 — Der Nil / Нил
- 1962—1963 — Afrikanisches Tagebuch / Африканский дневник
- 1964—1975 — Allein unter den Nuba / Одна среди нубийцев

## Фильмы о Лени
- 1982 — Zeit des Schweigens und der Dunkelheit / Время молчания и тьмы, Германия, реж. Нина Гладиц
- 1993 — Die Macht der Bilder / Власть образов, Великобритания, реж. Рэй Мюллер
- 2003 — Leni Riefenstahl — Ein Traum von Afrika / Лени Рифеншталь — мечта об Африке, Великобритания, реж. Рэй Мюллер
- 2020 — Leni Riefenstahl — Das Ende eines Mythos / Лени Рифеншталь — конец одного мифа, Германия, ZDF/SPIEGEL TV, реж. Михаэль Клофт[нем.]
- 2024 — «Фюрер и растлитель[нем.]», режиссёр Йоахим Ланг, в роли Рифеншталь Хелене Блехингер[нем.]

## Выставки
- Япония — 1980 и 1992 год, Токио
- Германия — 1991, Мюнхен; 1997, Гамбург; 1999, Потсдам; 2000, Берлин
- Финляндия — 1996, Куопио
- Италия — 1996, Милан; 1997, Рим
- Испания — 1999, Кальпе
- Бельгия — 2000, Кнокке-Хейст
- США — 2001, Лос-Анджелес